# Boddington (West-Australië)
Boddington is een plaats in de regio Peel in West-Australië en ligt aan de rand van de Darling Range.

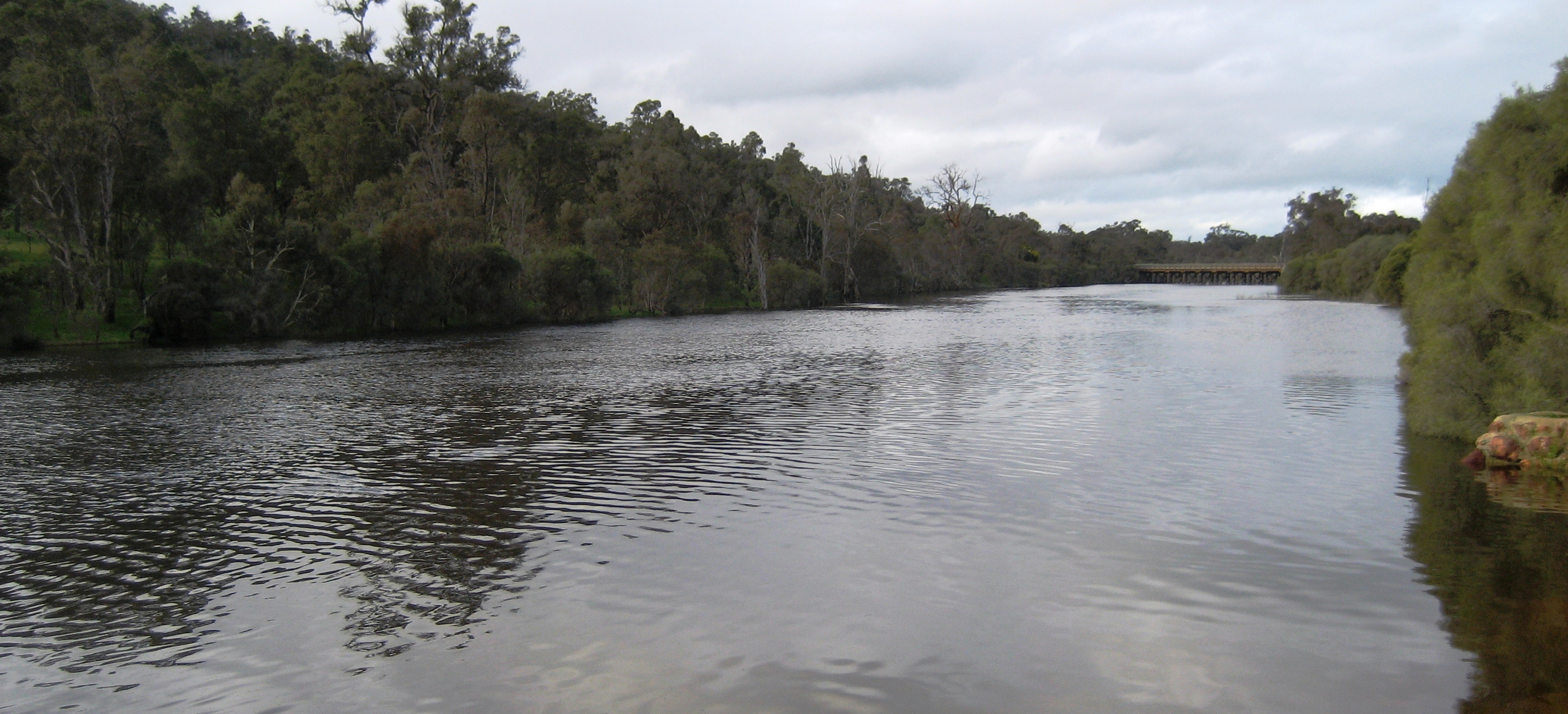
De rivier de Hotham in Boddington

## Geschiedenis
In de jaren 1860-1870 hoedde Henry Boddington schapen in de streek. Hij kampeerde dikwijls bij een waterplas in de rivier de Hotham. Deze werd door de vroege kolonisten naar hem vernoemd, de 'Boddington Pool'. In 1875 pachtte hij er grond. Later zou hij zich in Wagin vestigen.
De familie Farmer vestigde zich in de jaren 1860 twee kilometer ten westen van wat later Boddington zou worden en bouwden een schooltje op de oever van de rivier de Hotham. Het plaatsje werd 'The Hotham' genoemd. Toen men in 1912 begon met het aanleggen van de Hotham Valley Railway om aan de vraag van de plaatselijke houtindustrie te voldoen werd Boddington gesticht. In 1915 werd het Boddington Hotel gebouwd. In 1916 was de spoorweg tussen Dwellingup en Boddington afgewerkt. Op 20 september 1920 sloot het oude schooltje van Hotham de deuren en opende een nieuwe school in Boddington. Er werd ook een hospitaal gebouwd, een postkantoor, een gemeenschapszaal, winkels en in 1925 verhuisde het administratief centrum van het lokale bestuursgebied van Marradong naar Boddington.
In 1949 werd een spoorwegbrug gebouwd over de rivier de Murray om hout naar de houtzagerij in Banksiadale te vervoeren. Oorspronkelijk werd deze brug de 'Asquith Bridge' genoemd, later de "Long Gully bridge". De houtindustrie in de streek doofde langzaam uit en na de zware bosbranden rond Dwellingup in 1961 werd de spoorweg uiteindelijk gesloten in 1969. Boddington bleef het dienstencentrum van de streek. In februari 2015 brandde de 'Asquith Bridge' af tijdens een bosbrand.
In 1979 opende een bauxietmijn nabij Boddington. Deze levert erts aan een aluminiumraffinaderij in Worsley nabij Collie. De Boddington Gold Mine opende in 1987. De goud- en bauxietmijnen maken van Boddington een bedrijvig mijnplaatsje.

## Beschrijving
Boddington is het administratieve en dienstencentrum van het lokale bestuursgebied (LGA) Shire of Boddington.
Het heeft een bibliotheek, zwembad, gemeenschapszaal, 'Community Resource Centre' (CRC), districtsschool, districtsziekenhuis en een sportcentrum met verschillende sportfaciliteiten.
In 2021 telde Boddington 1.178 inwoners tegenover 926 in 2006.

## Toerisme
- De Lions Weir is een dam in de rivier de Hotham waar wordt gepicknickt, gevist, gebarbecued en gekanood. Men kan er de twee kilometer lange Ranford Pool Walk Trail wandelen die tot aan een zwemplas loopt.
- Het graf van Quency Dilyan. Dilyan was een Aboriginesman die de ontdekkingsreizigers John Forrest en H.S. Ranford bijstond tijdens hun verkenningen. Hij werd zo zeer gewaardeerd dat hij een met zilver ingelegd en gegraveerd geweer kreeg. Er werd een bron naar hem vernoemd in het noordwesten van West-Australië.
- De Tullis Bridge is een houten spoorwegbrug die tot 1968 in gebruik was. In 2009 brandde het midden van de brug af door een kampvuur. Het is het startpunt van een 8 kilometer lange wandelroute (16 kilometer heen en terug) langs de oude spoorweg. Er ligt ook een 3 kilometer lang wandelpad, een lus door de velden die langs de rivier terugkomt.
- Er staan tal van standbeelden in en rond Boddington en er is een Sculptures Walk Trail die begint aan de 'Boddington Old School'.
- De historische St. Albans Church is niet meer in gebruik maar kan wel bezichtigd worden. Er naast ligt het kerkhof van Marradong met de graven van de eerste kolonisten van Boddington en Marradong.
- Sinds 1976 vindt in Boddington elke eerste zaterdag van november de grootste rodeo van West-Australië plaats.[9][10]

## Ligging
Boddington ligt aan de rand van de Darling Range, langs de rivier de Hotham, en wordt via zowel de 'Bannister Marradong Road' als de 'Crossman Road' met de Albany Highway verbonden. Het ligt 123 kilometer ten zuidzuidoosten van de West-Australische hoofdstad Perth, 160 kilometer ten noordoosten van Bunbury en 93 kilometer ten oostzuidoosten van Mandurah.

## Klimaat
Boddington kent een warm mediterraan klimaat, Csa volgens de klimaatclassificatie van Köppen. De gemiddelde jaarlijkse temperatuur bedraagt 15,7 °C en de gemiddelde jaarlijkse neerslag ligt rond 697 mm.
Banksiadale · Barragup · Birchmont · Blythewood · Boddington · Bouvard · Carcoola · Chadoora · Clifton · Coodanup · Coolup · Crossman · Dawesville · Dudley Park · Dwellingup · Erskine · Etmilyn · Fairbridge · Falcon · Furnissdale · Greenfields · Halls Head · Hamel · Herron · Holyoake · Inglehope · Kooljerrenup · Lake Clifton · Lakelands · Lower Hotham · Madora Bay · Mandurah · Marradong · Marrinup · Meadow Springs · Meelon · Mount Cooke · Mount Wells · Myara · Nambeelup · Nanga Brook · Nirimba · North Dandalup · North Yunderup · Oakley · Parklands · Pinjarra · Point Grey · Preston Beach · Quindanning · Ranford · Ravenswood · San Remo · Silver Sands · Solus · South Yunderup · Stake Hill · Teesdale · Wagerup · Wannanup · Waroona · West Coolup · West Pinjarra · Whittaker · Wuraming